# De fem dhyanibuddhaer
De fem dhyanibuddhaer (eller de fem visdomsbuddhaer) er centrale elementer i den buddhistiske mandala-tradition. I den tibetanske vajrayana buddhisme repræsenterer de en lang række aspekter:
Placeringen af de enkelte buddhaer i mandalaen kan variere efter kategorien af indre tantra som beskrevet og klassificeret i nyingma-traditionen. 
I dzogchen (Atiyogatantra) symboliserer de fem buddhaer de fem aspekter ved tidløs apperception (tibetansk rang, rig). Buddhaen i centrum svarer til Patrul Rinpoches udfoldning af Garab Dorjes tre læresætninger i en tekst, der tager afsæt i uendelig vidde (udsyn/perspektiv).
|                     | Akṣobhya (øst)             |                     |
| Amoghasiddhi (nord) | Vairocana (central guddom) | Ratnasaṃbhava (syd) |
|                     | Amitābha (vest)            |                     |

## Kvaliteter
En lang række kvaliteter og egenskaber er tilknyttet de enkelte buddhaer.
Nogle af egenskaberne er:
| Familie/Buddha      | Farve ← Element → Symbol | Kompasretning → Visdom → Tilknyttet → Gestus                         | Metoder → Ikke udviklede egenskaber      | Årstid  |
| ------------------- | --- | -------------------------------------------------------------------- | ---------------------------------------- | ------- |
| Buddha/Vairocana    | hvid ← æther, rum → dharmachakra\|livshjulet | center → tidløs altomfattende → form → formidler læren               | drejer dharma-hjulet → dumhed/dorsk      | n/a     |
| Vajra/Akshobhya     | blå ← vand → scepter, vajra | øst → tidløs nondual spejllignende → bevidsthed → rører grunden      | beskytter, destruerer → vrede, had       | forår   |
| Padma/Amitābha      | rød ← ild → lotus | vest → tidløs diskriminerende → perception → mediterer               | magnetiserer, behersker → egoisme, begær | sommer  |
| Ratna/Ratnasambhava | guld/gul ← jord → juvel | syd → tidløs ligelighed/altjævn → føle/sanse → give                  | beriger, forøger → stolthed, grådighed   | efterår |
| Karma/Amoghasiddhi  | grøn, (skyers grønne skær opstår når sollyset rammer is. Når cumulonimbus-skyer lyser grønligt er det ofte et tegn på voldsom regn, hagl, kraftige vinde og tornadoer)← luft, vind → dobbelt vajra | nord → tidløs spontan fuldbyrdelse → forestillingsevne → frygtløshed | pacificerer → misundelse                 | vinter  |